# Municipio de Magness (condado de Independence)
El municipio de Magness (en inglés: Magness Township) es un municipio ubicado en el condado de Independence en el estado estadounidense de Arkansas. En el año 2010 tenía una población de 456 habitantes y una densidad poblacional de 12,04 personas por km².

## Geografía
El municipio de Magness se encuentra ubicado en las coordenadas 35°41′47″N 91°29′28″O / 35.69639, -91.49111. Según la Oficina del Censo de los Estados Unidos, el municipio tiene una superficie total de 37.87 km², de la cual 36,38 km² corresponden a tierra firme y (3,95 %) 1,49 km² es agua.

## Demografía
Según el censo de 2010, había 456 personas residiendo en el municipio de Magness. La densidad de población era de 12,04 hab./km². De los 456 habitantes, el municipio de Magness estaba compuesto por el 97,15 % blancos, el 0,44 % eran afroamericanos, el 0,22 % eran amerindios, el 0,22 % eran asiáticos, el 0,22 % eran de otras razas y el 1,75 % eran de una mezcla de razas. Del total de la población el 0,22 % eran hispanos o latinos de cualquier raza.